# 彼得·福斯科尔
彼得·福斯科尔（瑞典語：Peter Forsskål，1732年1月11日—1763年7月11日），瑞典探险家、东方学家、生物学家。
他出生于瑞典统治下的赫尔辛基，1742年10岁时即进入乌普萨拉大学学习，1751年毕业。在大学期间，他是林奈的学生之一，但是也学习了东方学。1753年，他经介绍进入哥廷根大学学习东方学。1756年，他回到乌普萨拉学习经济学。但是在1759年，他因为发表文章《论平民的自由》，被瑞典王家政府予以警告。
在此情况下，他于1760年参加了丹麦国王弗雷德里克五世组织的探险队，前往中东探险。1763年，他在也门因为患上疟疾而去世。